# Beechcraft 76 Duchess
Die Beechcraft 76 Duchess ist ein viersitziges, von zwei Kolbenmotoren angetriebenes Flugzeug des US-amerikanischen Herstellers Beechcraft, das seinen Erstflug im Jahr 1974 absolvierte.

## Geschichte
Der Erstflug des zunächst intern als PD 289 bezeichneten Prototyps fand im September 1974 statt. Im Gegensatz zur Serienmaschine war der Prototyp dabei mit leistungsschwächeren Motoren von je 160 PS ausgerüstet.
Die Entwicklung basierte auf einer Forderung der Beech Aero Center, dem Schulungsnetzwerk des Herstellers, besonders gute Manövrierfähigkeit bei Triebwerksausfall sowie gutmütige Langsamflugeigenschaften zu bieten.
Nach langwieriger Erprobung flog die erste Serienmaschine schließlich am 24. Mai 1977, nun mit Motoren von je 180 PS. Die Beechcraft 76 Duchess erhielt die Musterzulassung der Federal Aviation Administration (FAA) am 24. Januar 1978, gefolgt von der ersten Auslieferung im Mai 1978.

## Konstruktion
Die Duchess wurde als freitragender Ganzmetall-Tiefdecker ausgelegt, bei dessen Konstruktion in erheblichem Umfang für Rumpf und Tragflächen die geklebte Sandwichbauweise angewandt wurde.
Die Tragflächen erhielten eine V-Stellung von 6,5 Grad; die gepfeilte Seitenflosse ist mit einem T-Leitwerk kombiniert.
Das Bugradfahrwerk ist hydraulisch einziehbar; die Landeklappen werden elektrisch betätigt.
In der für vier Personen ausgelegten Kabine stehen vorne Einzelsitze mit verstellbaren Rückenlehnen zur Verfügung, hinten eine Sitzbank. Die Kabine ist auf beiden Seiten mit je einer Tür ausgestattet; ein Gepäckraum für maximal 90 kg ist über eine gesonderte Klappe auf der linken Seite zugänglich.
Zwei gegenläufige, luftgekühlte Vierzylinder-Boxermotoren Lycoming O-360-A1G6D (bzw. LO-360) mit je 180 PS (134 kW) treiben Hartzell-Verstellpropeller an. In jeder Tragflächenhälfte befindet sich ein Treibstofftank mit Einfüllstutzen. Das Fassungsvermögen beträgt insgesamt 378 Liter (ausfliegbar).

## Versionen

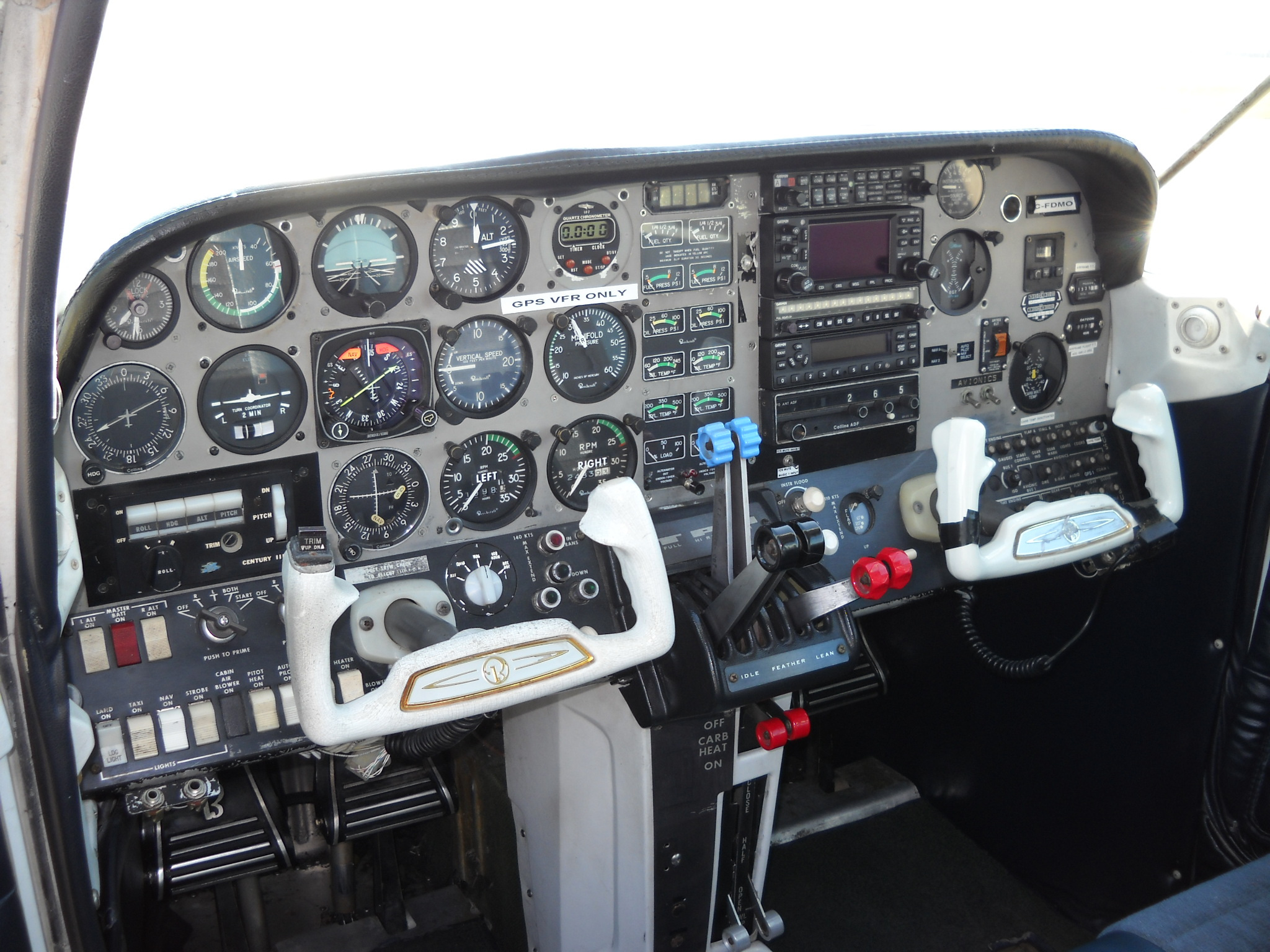
Cockpit einer Beechcraft 76 Duchess

Mit einer Turbolader-Version der Triebwerke, dem Lycoming TO-360 mit ebenfalls je 180 PS, wurde am 31. Januar 1979 die Flugerprobung begonnen. Nach 43 Flügen wurde dieses Programm jedoch eingestellt und die Produktion blieb bei der unveränderten Grundversion.

## Nutzung
In Deutschland waren bis Ende 2015 insgesamt 11 Beech Duchess zugelassen.

## Verkaufszahlen / Auslieferungen
Im Jahr 1978, dem ersten Jahr der Serienproduktion, wurden 72 Stück ausgeliefert. Zwar schnellte die Zahl bereits 1979 auf 213 Stück hoch, sank aber schon 1980 wieder auf 86 und im Jahr 1981 auf 55 Exemplare ab. Die Auslieferungen gingen schließlich auf 11 Stück im letzten Jahr (1982) zurück.

## Zwischenfälle
Aus dem deutschsprachigen Raum ist bislang nur ein einziger Totalverlust einer Duchess bekannt: Am 28. Juli 1982 kamen beim Absturz der Duchess mit dem Luftfahrzeugkennzeichen D-GINY in einem Wald bei Neusäß im Landkreis Augsburg (Bayern) beide Insassen ums Leben.

## Technische Daten
Die Daten wurden den unten aufgeführten Quellen  entnommen.
| Kenngröße             | Daten |
| --------------------- | --- |
| Besatzung             | 1 |
| Passagiere            | 3 |
| Länge                 | 8,84 m |
| Spannweite            | 11,58 m |
| Höhe                  | 2,89 m |
| Flügelfläche          | 16,81 m² |
| Flügelstreckung       | 7,973 |
| Nutzlast              | 381 kg |
| Leermasse             | 1116 kg |
| max. Startmasse       | 1769 kg |
| Reisegeschwindigkeit  | 293 km/h oder 158 kts                                                                                         |
| Höchstgeschwindigkeit | 317 km/h oder 171 kts                                                                                         |
| Dienstgipfelhöhe      | 6000 m oder 19.650 ft                                                                                         |
| Reichweite            | 1317 km oder 711 NM NM                                                                                        |
| Triebwerke            | 2 gegenläufige, luftgekühlte Vierzylinder-Boxermotoren Lycoming O-360-A1G6D (bzw. LO-306), je 180 PS (134 kW) |

## Vergleichbare Typen
- Piper PA-44 Seminole[4]
- Cessna 310[11]